# Fritz Messner
Fritz Messner, född 18 januari 1912 i Berlin, död 7 november 1945 i Charkiv, Ukrainska SSR,  Sovjetunionen,  var en tysk landhockeyspelare.

Messner blev olympisk silvermedaljör i landhockey vid sommarspelen 1936 i Berlin. Efter andra världskriget blev han dödad i rysk krigsfångenskap i november 1945.